# Doina Ignat
Doina Ignat (Rădăuți-Prut, 1968. december 20. –) olimpiai és világbajnok román evezős.

## Pályafutása
1992 és 2008 között öt olimpián vett részt. 1992-ben négypárevezősben ezüst-, 1996-ban nyolcasban, 2000-ben kormányos nélküli négyesben illetve nyolcasban, 2004-ben nyolcasban arany-, 2008-ban nyolcasban bronzérmet nyert társaival. 2007-ben és 2008-ban Európa-bajnoki aranyérmet nyert nyolcasban.

## Sikerei, díjai
- Olimpiai játékok
  - aranyérmes (4): 1996, Atlanta (nyolcas), 2000, Sydney (kormányos nélküli négyes, nyolcas), 2004, Athén (nyolcas)
  - ezüstérmes: 1992, Barcelona (négypárevezős)
  - bronzérmes: 2008, Peking (nyolcas)
- Európa-bajnokság – nyolcas
  - aranyérmes: 2007, 2008